# Mandy Laddish
Amanda Christine Laddish (* 13. Mai 1992) ist eine US-amerikanische Fußballspielerin, die seit der Saison 2018 beim Utah Royals FC in der National Women’s Soccer League unter Vertrag steht.

## Karriere

### Verein
Während ihres Studiums an der University of Notre Dame spielte Laddish für die dortige Hochschulmannschaft der Notre Dame Fighting Irish. Im Januar 2014 wurde sie beim College-Draft der NWSL in der dritten Runde an Position 20 von der Franchise des FC Kansas City unter Vertrag genommen und debütierte dort am 7. Juni 2014 im Heimspiel gegen die Boston Breakers.

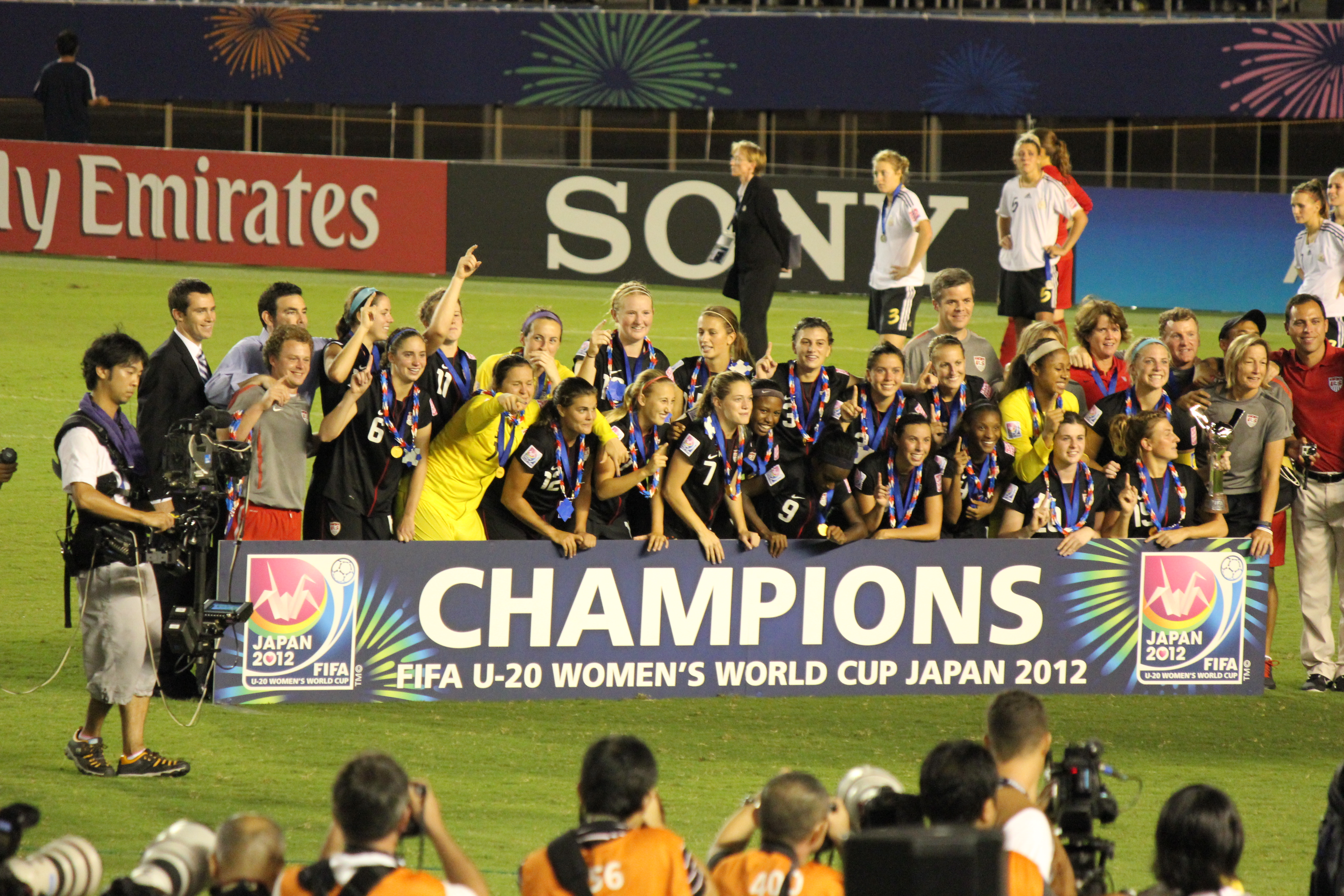
Die U-20 der Vereinigten Staaten nach dem Weltmeisterschaftsgewinn 2012

### Nationalmannschaft
Laddish spielte bis ins Jahr 2012 für die Nachwuchsnationalmannschaften des US-amerikanischen Fußballverbandes in den Altersstufen U-17 bis U-20. Mit diesen nahm sie unter anderem an der U-17-Weltmeisterschaft 2008 und an der U-20-Weltmeisterschaft 2012 teil, wobei die USA bei erstgenannten Turnier den zweiten Platz belegten und die U-20-WM 2012 gewinnen konnten.

## Erfolge
- 2012: Gewinn der U-20-Weltmeisterschaft
- 2014, 2015: Gewinn der NWSL-Meisterschaft (FC Kansas City)